# Jean Philippe van Orléans

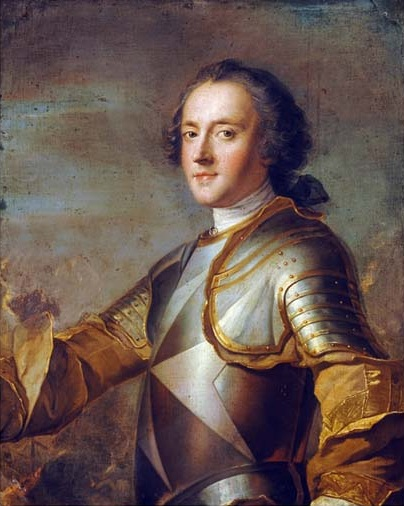
Jean Philippe van Orléans, geportretteerd door Jean-Marc Nattier

Jean Phillipe van Orléans (Chilly-Mazarin, 28 augustus 1702 – Parijs, 16 juni 1748), ook genoemd als de ridder van Orléans of grootprior van Orléans, was een neef van koning Lodewijk XIV van Frankrijk.

## Biografie
Jean Phillipe werd geboren in de Parijse buitenstad Chilly-Mazarin, als een onwettige zoon van Filips II van Orléans en zijn minnares Marie-Louse le Bel de la Boissière, bekend als de gravin van Argento.
Zijn moeder was hofdame voor Elisabeth Charlotte van de Palts, vrouw van Filips I van Orléans. Zij begon een affaire met Filips II van Orléans. Hoewel Filips al getrouwd was met een dochter van Lodewijk XIV, Françoise Marie van Bourbon, was de relatie tussen de twee zeer serieus. Al snel raakte Marie-Louise zwanger en ze kreeg van haar minnaar een mooi huis in de buurt van het Palais-Royal. Na een paar jaar moest Filips II stoppen met haar te onderhouden, want dat was een gevaar voor het huwelijk van zijn dochter Marie Louise Élisabeth van Orléans met prins Karel van Frankrijk, een kleinzoon van Lodewijk XIV.
In 1706 werd Jean Philippe gelegitimeerd als zoon van Filips II. Hij werd opgevoed in het College van Jezuïeten. Onder leiding van maarschalk de Tesse werd hij benoemd tot Général des Galères (schipmeester) in 1716. In 1715, na de dood van Lodewijk XIV werd zijn vader benoemd tot regent van Frankrijk totdat Lodewijk XV oud genoeg was om zelf te regeren. Filips II zou tot 1723 aanblijven als regent.
Jean Philippe werd later benoemd tot grootprior van de Orde van Malta in Frankrijk. Hij volgde de opgestapte Filips van Vendome op. Zijn benoeming werd op 26 september 1719 bevestigd door paus Clemens XI. Hij beval de schilder Jean-Marc Nattier om de grootpriorij in Parijs te decoreren.
Jean Phillipe werd tijdens zijn periode als grootprior herhaaldelijk op diplomatieke missies uitgestuurd voor Lodewijk XV. Zo was hij onder andere betrokken bij het regelen van een huwelijk tussen zijn halfzus Philippine Élisabeth van Orléans en Karel III van Spanje, dat huwelijk vond echter nooit plaats. In naam van Lodewijk XV ging hij in 1736 naar Cannes om de nieuw benoemde hertog van Parma te begroeten. De hertog van Parma was de eerder genoemde Karel III van Spanje, in 1738 trouwde hij met Maria Amalia van Saksen, waardoor het huwelijk met Philippine werd ontbonden.
In 1744 raakte Jean Philippe gewond op de Rijn, en hij beviel zijn schepen naar de Middellandse Zee. Hij stierf in 1748 te Parijs, hij liet een schuld achter van ruim 1 miljoen pond.

## Kinderen
Jean Phillipe had een dochter genaamd Amable Angelique de Villars met Amable Gabrielle de Noailles (1706-1742). Zijn dochter trouwde later met Honoré-Armand de Villars.